# لئو فان دونگن
لئو فان دونگن (هلندی: Leo van Dongen؛ ۲ ژانویه ۱۹۴۲ – ۱۷ ژوئن ۲۰۱۱) دوچرخه‌سوار اهل هلند بود.